# Copa de Oro de la Concacaf 2007
La Copa de Oro 2007 fue la decimonovena edición del máximo torneo de selecciones organizado por la Concacaf. Esta vez, se disputó nuevamente en Estados Unidos del 6 al 24 de junio de 2007.

## Equipos participantes
En total, se clasificaron 12 equipos para el torneo. Tres plazas se asignaron a América del Norte, cinco a América Central y cuatro al Caribe.
| Zona Caribeña | Zona Centroamericana |

| Equipos participantes | Equipos participantes | Equipos participantes | Equipos participantes |
| --------------------- | --------------------- | --------------------- | --------------------- |
| Canadá                | Costa Rica            | Cuba                  | El Salvador           |
| Estados Unidos        | Guadalupe             | Guatemala             | Haití                 |
| Honduras              | México                | Panamá                | Trinidad y Tobago     |

## Sedes
| Sede                          | Estadio               |
| ----------------------------- | --------------------- |
| Chicago                       | Soldier Field         |
| Foxborough                    | Gillette Stadium      |
| Miami                         | Orange Bowl           |
| Houston                       | Reliant Stadium       |
| East Rutherford, Nueva Jersey | Giants Stadium        |
| Carson, California            | The Home Depot Center |

| East Rutherford Foxborough Chicago Carson Houston Miami | Foxborough                          | Chicago                          | Carson                                  |
| East Rutherford Foxborough Chicago Carson Houston Miami | Gillette Stadium Capacidad: 71 000  | Soldier Field Capacidad: 65 100  | The Home Depot Center Capacidad: 27 000 |
| East Rutherford Foxborough Chicago Carson Houston Miami |                                     |                                  |                                         |
| East Rutherford Foxborough Chicago Carson Houston Miami | Miami                               | East Rutherford                  | Houston                                 |
| East Rutherford Foxborough Chicago Carson Houston Miami | Miami Orange Bowl Capacidad: 45 000 | Giants Stadium Capacidad: 80 242 | Reliant Stadium Capacidad: 45 000       |
| East Rutherford Foxborough Chicago Carson Houston Miami |                                     |                                  |                                         |

## Resultados

### Primera fase

#### Grupo A
| Equipo     | Pts | PJ | PG | PE | PP | GF | GC | Dif |
| ---------- | --- | -- | -- | -- | -- | -- | -- | --- |
| Canadá     | 6   | 3  | 2  | 0  | 1  | 5  | 3  | 2   |
| Costa Rica | 4   | 3  | 1  | 1  | 1  | 3  | 3  | 0   |
| Guadalupe  | 4   | 3  | 1  | 1  | 1  | 3  | 3  | 0   |
| Haití      | 2   | 3  | 0  | 2  | 1  | 2  | 4  | -2  |

| 6 de junio de 2007, 19:00 | Costa Rica  | 1:2 (0:0) | Canadá             | Orange Bowl, Miami                                                     |                                                                        |
|                           | Centeno 52' |           | de Guzmán 53', 67' | Asistencia: 17.420 espectadores Árbitro(s): Enrico Wingaarde (Surinam) | Asistencia: 17.420 espectadores Árbitro(s): Enrico Wingaarde (Surinam) |

| 6 de junio de 2007, 21:00 | Guadalupe  | 1:1 (0:1) | Haití            | Orange Bowl, Miami                                                        |                                                                           |
|                           | Fiston 52' |           | Chery 33' (pen.) | Asistencia: 17.420 espectadores Árbitro(s): Terry Vaughn (Estados Unidos) | Asistencia: 17.420 espectadores Árbitro(s): Terry Vaughn (Estados Unidos) |

| 9 de junio de 2007, 19:00 | Canadá    | 1:2 (1:2) | Guadalupe                   | Orange Bowl, Miami                                                          |                                                                             |
|                           | Gerba 35' |           | Angloma 10' · Fleurival 37' | Asistencia: 22.529 espectadores Árbitro(s): Neal Brizan (Trinidad y Tobago) | Asistencia: 22.529 espectadores Árbitro(s): Neal Brizan (Trinidad y Tobago) |

| 9 de junio de 2007, 21:00 | Haití         | 1:1 (0:0) | Costa Rica  | Orange Bowl, Miami                                                      |                                                                         |
|                           | Boucicaut 71' |           | Centeno 62' | Asistencia: 22.529 espectadores Árbitro(s): Courtney Campbell (Jamaica) | Asistencia: 22.529 espectadores Árbitro(s): Courtney Campbell (Jamaica) |

| 11 de junio de 2007, 19:00 | Costa Rica  | 1:0 (0:0) | Guadalupe | Orange Bowl, Miami                                                     |                                                                        |
|                            | Centeno 14' |           |           | Asistencia: 15.892 espectadores Árbitro(s): Enrico Wingaarde (Surinam) | Asistencia: 15.892 espectadores Árbitro(s): Enrico Wingaarde (Surinam) |

| 11 de junio de 2007, 21:00 | Haití | 0:2 (0:2) | Canadá                     | Orange Bowl, Miami                                                                 |                                                                                    |
|                            |       |           | De Rosario 31', 36' (pen.) | Asistencia: 15.892 espectadores Árbitro(s): Marc Antonio Rodríguez Moreno (México) | Asistencia: 15.892 espectadores Árbitro(s): Marc Antonio Rodríguez Moreno (México) |

#### Grupo B
| Equipo            | Pts | PJ | PG | PE | PP | GF | GC | Dif |
| ----------------- | --- | -- | -- | -- | -- | -- | -- | --- |
| Estados Unidos    | 9   | 3  | 3  | 0  | 0  | 7  | 0  | 7   |
| Guatemala         | 4   | 3  | 1  | 1  | 1  | 2  | 2  | 0   |
| El Salvador       | 3   | 3  | 1  | 0  | 2  | 2  | 6  | -4  |
| Trinidad y Tobago | 1   | 3  | 0  | 1  | 2  | 2  | 5  | -3  |

| 7 de junio de 2007, 18:00 | Estados Unidos | 1:0 (0:0) | Guatemala | Home Depot Center, Carson                                          |                                                                    |
|                           | Dempsey 25'    |           |           | Asistencia: 21.345 espectadores Árbitro(s): José Pineda (Honduras) | Asistencia: 21.345 espectadores Árbitro(s): José Pineda (Honduras) |

| 7 de junio de 2007, 20:00 | El Salvador            | 2:1 (1:1) | Trinidad y Tobago | Home Depot Center, Carson                                             |                                                                       |
|                           | Sánchez 38' · Alas 80' |           | Spann 7'          | Asistencia: 21.344 espectadores Árbitro(s): Germán Arredondo (México) | Asistencia: 21.344 espectadores Árbitro(s): Germán Arredondo (México) |

| 9 de junio de 2007, 12:00 | Guatemala     | 1:0 (0:0) | El Salvador | Home Depot Center, Carson                                                       |                                                                                 |
|                           | Contreras 69' |           |             | Asistencia: 27.000 espectadores Árbitro(s): Javier Jaurequi (Antigua y Barbuda) | Asistencia: 27.000 espectadores Árbitro(s): Javier Jaurequi (Antigua y Barbuda) |

| 9 de junio de 2007, 14:00 | Trinidad y Tobago | 0:2 (0:1) | Estados Unidos          | Home Depot Center, Carson                                           |                                                                     |
|                           |                   |           | Ching 29' · Johnson 54' | Asistencia: 27.000 espectadores Árbitro(s): Roberto Moreno (Panamá) | Asistencia: 27.000 espectadores Árbitro(s): Roberto Moreno (Panamá) |

| 12 de junio de 2007, 19:00 | Estados Unidos                                       | 4:0 (2:0) | El Salvador | Gillette Stadium, Foxborough                                           |                                                                        |
|                            | Beasley 33', 89' · Donovan 45' (pen.) · Twellman 72' |           |             | Asistencia: 26.523 espectadores Árbitro(s): Armando Archundia (México) | Asistencia: 26.523 espectadores Árbitro(s): Armando Archundia (México) |

| 12 de junio de 2007, 21:00 | Trinidad y Tobago | 1:1 (0:0) | Guatemala | Gillette Stadium, Foxborough                                       |                                                                    |
|                            | McFarlane 87'     |           | Ruiz 84'  | Asistencia: 26.523 espectadores Árbitro(s): José Pineda (Honduras) | Asistencia: 26.523 espectadores Árbitro(s): José Pineda (Honduras) |

#### Grupo C
| Equipo   | Pts | PJ | PG | PE | PP | GF | GC | Dif |
| -------- | --- | -- | -- | -- | -- | -- | -- | --- |
| Honduras | 6   | 3  | 2  | 0  | 1  | 9  | 4  | 5   |
| México   | 6   | 3  | 2  | 0  | 1  | 4  | 3  | 1   |
| Panamá   | 4   | 3  | 1  | 1  | 1  | 5  | 5  | 0   |
| Cuba     | 1   | 3  | 0  | 1  | 2  | 3  | 9  | -6  |

| 8 de junio de 2007, 19:00 | Panamá                              | 3:2 (2:1) | Honduras                   | Giants Stadium, East Rutherford                                       |                                                                       |
|                           | Rivera 33' · Pérez 42' · Garcés 83' |           | Guevara 40' · Costly 90+2' | Asistencia: 20.230 espectadores Árbitro(s): Mauricio Navarro (Canadá) | Asistencia: 20.230 espectadores Árbitro(s): Mauricio Navarro (Canadá) |

| 8 de junio de 2007, 21:00 | México                      | 2:1 (1:1) | Cuba          | Giants Stadium, East Rutherford                                        |                                                                        |
|                           | Borgetti 38' · Castillo 56' |           | Alcántara 23' | Asistencia: 20.230 espectadores Árbitro(s): Joel Aguilar (El Salvador) | Asistencia: 20.230 espectadores Árbitro(s): Joel Aguilar (El Salvador) |

| 10 de junio de 2007, 16:00 | Honduras        | 2:1 (0:1) | México            | Giants Stadium, East Rutherford                                         |                                                                         |
|                            | Costly 57', 90' |           | Blanco 29' (pen.) | Asistencia: 68.123 espectadores Árbitro(s): Walter Quesada (Costa Rica) | Asistencia: 68.123 espectadores Árbitro(s): Walter Quesada (Costa Rica) |

| 10 de junio de 2007, 18:00 | Panamá                 | 2:2 (1:1) | Cuba                       | Giants Stadium, East Rutherford                                           |                                                                           |
|                            | Garcés 15' · Pérez 46' |           | Colomé 29' · Alcántara 77' | Asistencia: 68.123 espectadores Árbitro(s): Lee Davis (Trinidad y Tobago) | Asistencia: 68.123 espectadores Árbitro(s): Lee Davis (Trinidad y Tobago) |

| 13 de junio de 2007, 19:00 | Cuba | 0:5 (0:3) | Honduras                                     | Reliant Stadium, Houston                                               |                                                                        |
|                            |      |           | Pavón 3', 11', 41', 53' · Guevara 89' (pen.) | Asistencia: 68.417 espectadores Árbitro(s): Joel Aguilar (El Salvador) | Asistencia: 68.417 espectadores Árbitro(s): Joel Aguilar (El Salvador) |

| 13 de junio de 2007, 21:00 | México      | 1:0 (0:0) | Panamá | Reliant Stadium, Houston                                              |                                                                       |
|                            | Salcido 60' |           |        | Asistencia: 68.417 espectadores Árbitro(s): Carlos Batres (Guatemala) | Asistencia: 68.417 espectadores Árbitro(s): Carlos Batres (Guatemala) |

### Segunda fase
|  | Cuartos de final | Cuartos de final |                |   | Semifiales | Semifiales |  |  | Final | Final |
|  |                  |                  |                |   |            |            |  |  |       |       |
|  | 16 de junio      |                  |                |   |            |            |  |  |       |       |
|  |                  |                  |                |   |            |            |  |  |       |       |
|  | Canadá           | 3                |                |   |            |            |  |  |       |       |
|  | Canadá           | 3                | 21 de junio    |   |            |            |  |  |       |       |
|  | Guatemala        | 0                |                |   |            |            |  |  |       |       |
|  | Guatemala        | 0                | Canadá         | 1 |            |            |  |  |       |       |
|  | 16 de junio      |                  | Canadá         | 1 |            |            |  |  |       |       |
|  |                  | Estados Unidos   | 2              |   |            |            |  |  |       |       |
|  | Estados Unidos   | Estados Unidos   | 2              | 2 |            |            |  |  |       |       |
|  | Estados Unidos   |                  | 24 de junio    | 2 |            |            |  |  |       |       |
|  | Panamá           | 1                |                |   |            |            |  |  |       |       |
|  | Panamá           | 1                | Estados Unidos | 2 |            |            |  |  |       |       |
|  | 17 de junio      |                  | Estados Unidos | 2 |            |            |  |  |       |       |
|  |                  | México           | 1              |   |            |            |  |  |       |       |
|  | Honduras         | México           | 1              | 1 |            |            |  |  |       |       |
|  | Honduras         | 21 de junio      |                | 1 |            |            |  |  |       |       |
|  | Guadalupe        | 2                |                |   |            |            |  |  |       |       |
|  | Guadalupe        | 2                | Guadalupe      | 0 |            |            |  |  |       |       |
|  | 17 de junio      |                  | Guadalupe      | 0 |            |            |  |  |       |       |
|  |                  | México           | 1              |   |            |            |  |  |       |       |
|  | México           | México           | 1              | 1 |            |            |  |  |       |       |
|  | México           |                  |                | 1 |            |            |  |  |       |       |
|  | Costa Rica       | 0                |                |   |            |            |  |  |       |       |
|  | Costa Rica       | 0                |                |   |            |            |  |  |       |       |

#### Cuartos de final
| 16 de junio de 2007, 13:00 | Canadá                             | 3:0 (3:0) | Guatemala | Gillette Stadium, Foxborough                                            |                                                                         |
|                            | Gerba 16', 32' · Medina 43' (a.g.) |           |           | Asistencia: 10.000 espectadores Árbitro(s): Courtney Campbell (Jamaica) | Asistencia: 10.000 espectadores Árbitro(s): Courtney Campbell (Jamaica) |

| 16 de junio de 2007, 16:00 | Estados Unidos                     | 2:1 (0:0) | Panamá    | Gillette Stadium, Foxborough                                                |                                                                             |
|                            | Donovan 58' (pen.) · Bocanegra 62' |           | Pérez 85' | Asistencia: 22.412 espectadores Árbitro(s): Neil Brizan (Trinidad y Tobago) | Asistencia: 22.412 espectadores Árbitro(s): Neil Brizan (Trinidad y Tobago) |

| 17 de junio de 2007, 14:00 | México       | 1:0 (0:0, 0:0) | Costa Rica | Reliant Stadium, Houston                                                  |                                                                           |
|                            | Borgetti 97' |                |            | Asistencia: 70.092 espectadores Árbitro(s): Terry Vaughn (Estados Unidos) | Asistencia: 70.092 espectadores Árbitro(s): Terry Vaughn (Estados Unidos) |

| 17 de junio de 2007, 17:00 | Honduras  | 1:2 (0:2) | Guadalupe                 | Reliant Stadium, Houston                                              |                                                                       |
|                            | Pavón 70' |           | Angloma 16' · Socrier 20' | Asistencia: 70.092 espectadores Árbitro(s): Mauricio Navarro (Canadá) | Asistencia: 70.092 espectadores Árbitro(s): Mauricio Navarro (Canadá) |

#### Semifinales
| 21 de junio de 2007, 18:00 | Canadá   | 1:2 (0:2) | Estados Unidos           | Soldier Field, Chicago                                                 |                                                                        |
|                            | Hume 76' |           | Hejduk 39' · Donovan 45' | Asistencia: 50.760 espectadores Árbitro(s): Armando Archundia (México) | Asistencia: 50.760 espectadores Árbitro(s): Armando Archundia (México) |

| 21 de junio de 2007, 21:00 | México    | 1:0 (0:0) | Guadalupe | Soldier Field, Chicago                                              |                                                                     |
|                            | Pardo 69' |           |           | Asistencia: 50.760 espectadores Árbitro(s): Roberto Moreno (Panamá) | Asistencia: 50.760 espectadores Árbitro(s): Roberto Moreno (Panamá) |

#### Final
| 24 de junio de 2007, 15:00 | Estados Unidos                     | 2:1 (0:1) | México       | Soldier Field, Chicago                                                |                                                                       |
|                            | Donovan 62' (pen.) · Feilhaber 73' |           | Guardado 43' | Asistencia: 60.000 espectadores Árbitro(s): Carlos Batres (Guatemala) | Asistencia: 60.000 espectadores Árbitro(s): Carlos Batres (Guatemala) |

|                                      |
| Estados Unidos                       |
| Campeón Estados Unidos Cuarto título |

## Goleadores
| Jugador           | Selección      | Goles |
| ----------------- | -------------- | ----- |
| Carlos Pavón      | Honduras       | 5     |
| Dwayne De Rosario | Canadá         | 3     |
| Walter Centeno    | Costa Rica     | 3     |
| Landon Donovan    | Estados Unidos | 3     |
| Carlo Costly      | Honduras       | 3     |
| Blas Pérez        | Panamá         | 3     |

## Estadísticas
| Equipo | Equipo            | Pts | PJ | G | E | P | GF | GC | Dif | Rend   |
| ------ | ----------------- | --- | -- | - | - | - | -- | -- | --- | ------ |
| 1      | Estados Unidos    | 18  | 6  | 6 | 0 | 0 | 13 | 3  | 10  | 100,0% |
| 2      | México            | 12  | 6  | 4 | 0 | 2 | 7  | 5  | 2   | 66,7%  |
| 3      | Canadá            | 9   | 5  | 3 | 0 | 2 | 9  | 5  | 4   | 60,0%  |
| 4      | Guadalupe         | 7   | 5  | 2 | 1 | 2 | 5  | 5  | 0   | 50,0%  |
| 5      | Honduras          | 6   | 4  | 2 | 0 | 2 | 10 | 6  | +4  | 50,0%  |
| 6      | Panamá            | 4   | 4  | 1 | 1 | 2 | 6  | 7  | -1  | 37,5%  |
| 7      | Costa Rica        | 4   | 4  | 1 | 1 | 2 | 3  | 4  | -1  | 37,5%  |
| 8      | Guatemala         | 4   | 4  | 1 | 1 | 2 | 2  | 5  | -3  | 37,5%  |
| 9      | El Salvador       | 3   | 3  | 1 | 0 | 2 | 2  | 6  | -4  | 33,3%  |
| 10     | Haití             | 2   | 3  | 0 | 2 | 1 | 2  | 4  | -2  | 33,3%  |
| 11     | Trinidad y Tobago | 1   | 3  | 0 | 1 | 2 | 2  | 5  | -3  | 16,7%  |
| 12     | Cuba              | 1   | 3  | 0 | 1 | 2 | 3  | 9  | -6  | 16,7%  |